# Tyler Skaggs
Tyler Wayne Skaggs (* 13. Juli 1991 in Woodland Hills, Kalifornien; † 1. Juli 2019 in Southlake, Texas) war ein US-amerikanischer Baseballspieler, der in der Major League Baseball (MLB) für die Arizona Diamondbacks und Los Angeles Angels aktiv war. Die Los Angeles Angels wählten Tyler Skaggs in der ersten Runde des MLB Draft 2009. 2010 wurde er zu den Arizona Diamondbacks getradet, bei denen er 2012 sein MLB Debüt gab. Vor der Saison 2014 wurde er zurück zu den Angels getradet, bei denen er bis zu seinem Tod 2019 spielte.

## Karriere
Nachdem die Angels Skaggs als 40. Pick im MLB Draft 2009 ausgewählt hatten, gab er sein Debüt auf Rookie-Minor League Niveau bei Arizona Angels. 2010 folgten Einsätze für die Cedar Rapids Kernels in der Midwest League, für die er auch ins All-Star Team gewählt wurde. Die Angels tradeten Skaggs im Juli 2010 zu den Arizona Diamondbacks, bei denen er bis zum Saisonende auf AAA-Niveau bei den South Bend Silber Hawks aktiv war. 2011 folgten Einsätze für die Visalia Rawhide und Mobile Bay Bears.
Tyler Skaggs debütierte am 22. August 2012 in der MLB, pitchte hierbei 6 1/3 Innings und erreichte gleich seinen ersten und in dieser Saison einzigen Win. Im Folgejahr startet er in sieben Spielen und beendete die Saison mit einem Record von 2:3.
Im Dezember 2013 tradeten die D’backs zurück zu den Angels, wo er in 18 Spielen einen 5:5-Record erreichte und die Spielzeit mit einem ERA von 4,30 beendete.
Im Verlaufe der Saison 2014 musste sich Skaggs einer Tommy John Surgery unterziehen und fiel daraufhin bis in die Saison 2016 hinein aus. Auch 2017 kam er verletzungsbedingt nur zu 16 Starts und verbrachte gut drei Monate auf der Disabled List.
Die Saison 2018 beendete Skaggs mit einem ERA von 2,64 bei 16 Starts, wobei er erneut, wenn auch nur kurzfristig, aufgrund von Adduktorenproblemen ausfiel. Saison 2019 war er erneut zu Saisonbeginn Teil der Starting Rotation, musste aber bereits nach drei Einsätzen erneut verletzt pausieren. In Summe kam Skaggs auf 15 Starts, bei denen er sieben Wins verzeichnen konnte. Zum Zeitpunkt seines Tods hatte er einen Record 28 Wins, bei 38 Losses, einen ERA von 4,41 und verbuchte 476 Strikeouts.

## Tod
Am 1. Juli 2019 wurde Skaggs tot in seinem Hotelzimmer in Southlake, Texas, gefunden, wo die Angels im Rahmen eines Auswärtsspiels bei den Houston Astros einquartiert waren. Eine Autopsie ergab, dass Skaggs sein Erbrochenes aspirierte und daran erstickte. Er stand zum Todeszeitpunkt unter dem Einfluss von Fentanyl, Oxycodon und Alkohol. Als Ergebnis der Untersuchungen wurde ein Suizid ausgeschlossen und sein Tod als Unfall gewertet. In der Folge beauftragte Skaggs Familie einen Anwalt mit der Untersuchung der Todesursachen, da sie den Autopsiebericht anzweifelten. In diesem Rahmen gab ein Mitarbeiter der Angels zu, Skaggs das Oxycodon zur Verfügung gestellt zu haben. Skaggs kann somit zu den Opfern der Opioidepidemie in den USA gezählt werden.

## Ehrungen
Bei dem ersten Heimspiel nach Skaggs Tod trugen alle Spieler der Angels ein Trikot mit seiner Nummer 45. Patrick Corbin von den Washington Nationals trug in einem Spiel gegen die Miami Marlins Skaggs Trikotnummer 45. Während des All-Star Game 2019 trugen die Vertreter der Angels, Mike Trout und Tommy La Stella, ebenfalls die Nummer 45 auf dem Jersey.
Die Angels trugen bis zum Saisonende 2019 einen Patch mit der Nr. 45. Alle MLB-Spieler trugen am Players Weekend einen Patch mit der Nr. 45.